# 1793 год в литературе

## События
- Граф Алексей Иванович Мусин-Пушкин издал «Поучение Владимира Мономаха».

## Книги
- «Вечерняя прогулка» поэма и «Описательные наброски» (Descriptive Sketches) рассказ английского поэта Уильяма Вордсворта о путешествии с Р. Джонсом, написанные во Франции и окрашенные восторженным принятием французской революции.
- «Augustenburger Briefe», «О грацию и достоинстве» (нем. «Über Anmut und Würde»), «Kallias-Briefe» — философские произведения немецкого поэта и философа Фридриха Шиллера.
- «Рейнеке-лис» — поэма Иоганна Вольфганга фон Гёте.
- Почаевский Молитвослов
- «Сочинения про военные сооружения» (фр. «Oeuvres militaires») французского военного инженера Вобана.
- сборник статей под заглавием «Sky Walks» американского публициста Чарльза Брокдена Брауна.

## Родились
- 7 января — Сильвестр Венжик Гроза, польский писатель и публицист (умер в 1849).
- 16 января — Христиан Георг Натан Давид, датский публицист.
- 18 февраля — Василий Петрович Бороздна, русский литератор, автор «Описания путешествия Российского посольства в Персию».
- 22 февраля — Исаак Маркус Йост, немецкий историк, филолог, переводчик, известен работами по истории еврейского народа.
- 3 марта — Уильям Чарлз Макриди, английский писатель.
- 11 марта — Ян Франс Виллемс, фламандский поэт, филолог, историк, редактор, переводчик (умер в 1846).
- 3 апреля — Дионисий Ларднер, ирландский писатель (умер в 1859).
- 4 апреля — Казимир Делавинь, французский поэт и драматург, автор текста бывшего французского гимна La Parisienne (умер в 1843).
- 5 апреля — Гавриил Степанович Батеньков, русский писатель (умер в 1863).
- 25 апреля — Иосиф Евтихий Копп, швейцарский историк и драматург.
- 9 мая — Иоханнес Корнелис де Йонге, нидерландский историк, автор «Истории голландского мореплавания» в 6 томах.
- 21 мая — Поль де Кок, французский писатель (умер в 1871).
- 1 июня — Генри Фрэнсис Лит, шотландский поэт (умер в 1847).
- 3 июня — Антоний Мальчевский, польский поэт (умер в 1826).
- 18 июня — Александр Иванович Долгоруков, русский поэт и прозаик (умер в 1868).
- 20 июня — Александр Фредро, польский комедиограф, поэт и мемуарист (умер в 1876).
- 28 июня — Георг Фридрих Шёманн, немецкий филолог, автор работ по древнегреческой и римской литературе (умер в 1879).
- 29 июня — Ян Коллар, словацкий поэт, философ (умер в 1852).
- 2 июля — Жозеф-Исидор Самсон, французский драматург (умер в 1871).
- 13 июля — Джон Клэр, английский поэт (умер в 1864).
- 21 августа — Анри Патен, французский писатель (умер в 1876).
- 25 сентября — Фелиция Доротея Хеманс, английская поэтесса (умерла в 1835).
- 28 октября — Симонас Даукантас, литовский историк и писатель-просветитель (умер в 1864).
- 28 ноября — Карл Юнас Луве Альмквист, шведский писатель (умер в 1866).
- 15 декабря — Генри Чарлз Кэри, американский экономист, автор трудов в области экономики.
- 20 декабря — Степан Алексеевич Маслов, русский писатель, агроном.
- 21 декабря — Коншин, Николай Михайлович|Николай Михайлович Коншин, русский писатель и историк, переводчик (умер в 1859).
- 21 декабря — Орест Михайлович Сомов, украинский русскоязычный литературный критик, писатель и журналист (умер в 1833).
- Иван Сергеевич Георгиевский, русский писатель (умер в 1818).
- Ян Глюксберг, польский книгоиздатель, типограф.
- Джон Энтони Крамер, английский филолог.
- Георгиос Лассанис, греческий писатель, драматург и поэт.
- Георг Магарашевич, сербский писатель, историк, литературный критик.
- Василий Григорьевич Маслович, украинский и российский писатель, баснописец, журналист.
- Константинос Метаксас, греческий военачальник и писатель.
- Александр Васильевич Склабовский, русский писатель и поэт.
- Сара Остин, английская писательница (умерла в 1867).
- Уильям Бертоломью, английский либреттист, композитор, переводчик и писатель (умер в 1867).

## Умерли
- 4 января — Бенгт Лиднер, шведский поэт (родился в 1757).
- 27 января
  - Алоизий Фредерик фон Брюль, польско-саксонский поэт и драматург (родился в 1739).
  - Андреа Меммо, венецианский писатель (родился в 1729).
- 6 февраля — Карло Гольдони, венецианский драматург и либреттист (родился в 1707).
- 21 марта — Александр Андреевич Петров, русский переводчик, литератор.
- 29 марта — Франсуа Клеман, французский историк, автор хронологического труда «Искусство проверять даты исторических событий».
- 2 апреля — Колин Макфаркар, шотландский книготорговец и издатель (родился в 1745).
- 29 апреля — Шарль Бонне, швейцарский натуралист и философ (родился в 1720).
- 11 июня — Уильям Робертсон, шотландский историк, автор многих исторических трудов.
- 26 июня — Карл Филипп Мориц, немецкий мыслитель, педагог, писатель эпохи Просвещения (родился в 1756).
- 4 июля — Антуан Марен Лемьер, французский поэт и драматург, автор трагедий на античные сюжеты (родился в 1723).
- 7 июля — Шарль Мишель, маркиз де Виллет, французский писатель (родился в 1736).
- 17 августа — Анри Жозеф Дюлоран, французский писатель и философ (родился в 1719).
- 16 сентября — Иоганн Адольф Шлегель, немецкий писатель и поэт (родился в 1721).
- 24 сентября — Франц Тотт, французский писатель (родился в 1733).
- 5 октября — Бальтазар Мюнтер, немецкий проповедник и поэт.
- 31 октября — Жан-Луи Карра, французский литератор, журналист.
- 3 ноября — Олимпия де Гуж, французская писательница и журналистка (родилась в 1748).
- 9 ноября — Манон Ролан, одна из знаменитейших женщин Французской революции, писательница, автор «Мемуаров», в которых отразились её республиканские взгляды. Переведены на русский язык в 1893 году (родилась в 1754).
- 15 ноября — Шарль-Жозеф Матон-де-ля-Кур, французский публицист, редактор и издатель (родилась в 1738).
- ноябрь — Пьер Луи Манюэль, французский государственный деятель, памфлетист, литератор.
- 5 декабря — Жан-Поль Рабо де Сент-Этьен, французский публицист (родился в 1743).
- 17 декабря — Аппиан Буонафеде, итальянский философ, автор произведений философского и критического содержания.
- Инасью Жозе ди Алваренга Пейшоту, бразильский поэт (родился в 1744).
- Мариано Антонио Капра, итальянский поэт (родился в 1739).
- Михаил Васильевич Цветихин, русский переводчик.